# Benet Ribas i Calaf
Benet Ribas i Calaf   (Barcelona, 1735 - Sant Benet de Bages, 12 d'octubre de 1812) fou un monjo de Montserrat, arxiver, historiador i acadèmic català.
Ingressà al monestir benedictí de Montserrat el 1763. S'encarregà de l'arxiu de l'abadia. Contribuí amb les seves aportacions a les recerques històriques de Jaume Pasqual, Jaume Villanueva, Enrique Flórez i Jaume Caresmar. Treballà, també, a l'arxiu del monestir de Sant Benet de Bages.
Jaume Caresmar el proposà com a membre de l'Acadèmia de Bones Lletres, on ingressà el 8 de febrer de 1786 amb un discurs que versà sobre Los fruyts y efectes de la Historia. Recorregué tots els monestirs benedictins de Catalunya. A Ripoll ordenà i organitzà el seu arxiu.
També, durant la segona meitat del segle xviii, ordenà i inventarià l'arxiu de Sant Benet de Bages, monestir annexionat a Montserrat, amb la col·laboració del pare Agustí Trilla. Aquests índexs documentals s'han conservat i mostren la metodologia de Ribas i Calaf. Extractà la documentació antiga de l'arxiu montserratí. Aplegà documents i notícies sobre la impremta de Montserrat que trameté a Francisco Méndez per a la seva Tipografía española.
Redactà una Història de Montserrat, iniciada l'any 1789 per indicació de Francisco de Zamora. La història de Montserrat escrita per Ribas constituïa un manuscrit que desaparegué en l'incendi i saqueig de l'abadia portat a terme per les tropes bonapartistes. Tanmateix, aquesta història tenia un precedent anterior, un manuscrit, actualment perdut, del pare Solsona (15??-1618), arxiver i historiador de Montserrat. No pas l'obra de G. Argaiz, G. La perla de Cataluña. Historia de Nuestra Señora de Montserrat, publicada el 1677, la qual el pare Ribas identificava com un plagi d'aquell manuscrit del monjo montserratí. L'obra fou editada a la darrera dècada del segle XX amb el títol Història de Montserrat (888-1258) i completada amb Els annals de Montserrat (1258-1485). Monografies que són una font de primer nivell per al coneixement del Montserrat medieval. Ambdues monografies apleguen els extractes que Benet Ribas va fer per a Zamora i que es conserven a la biblioteca del Palau Reial de Madrid. Aquestes edicions compten amb una introducció i notes a càrrec de Francesc Xavier Altés i Aguiló, amb la col·laboració de Josep Galobart i Soler.

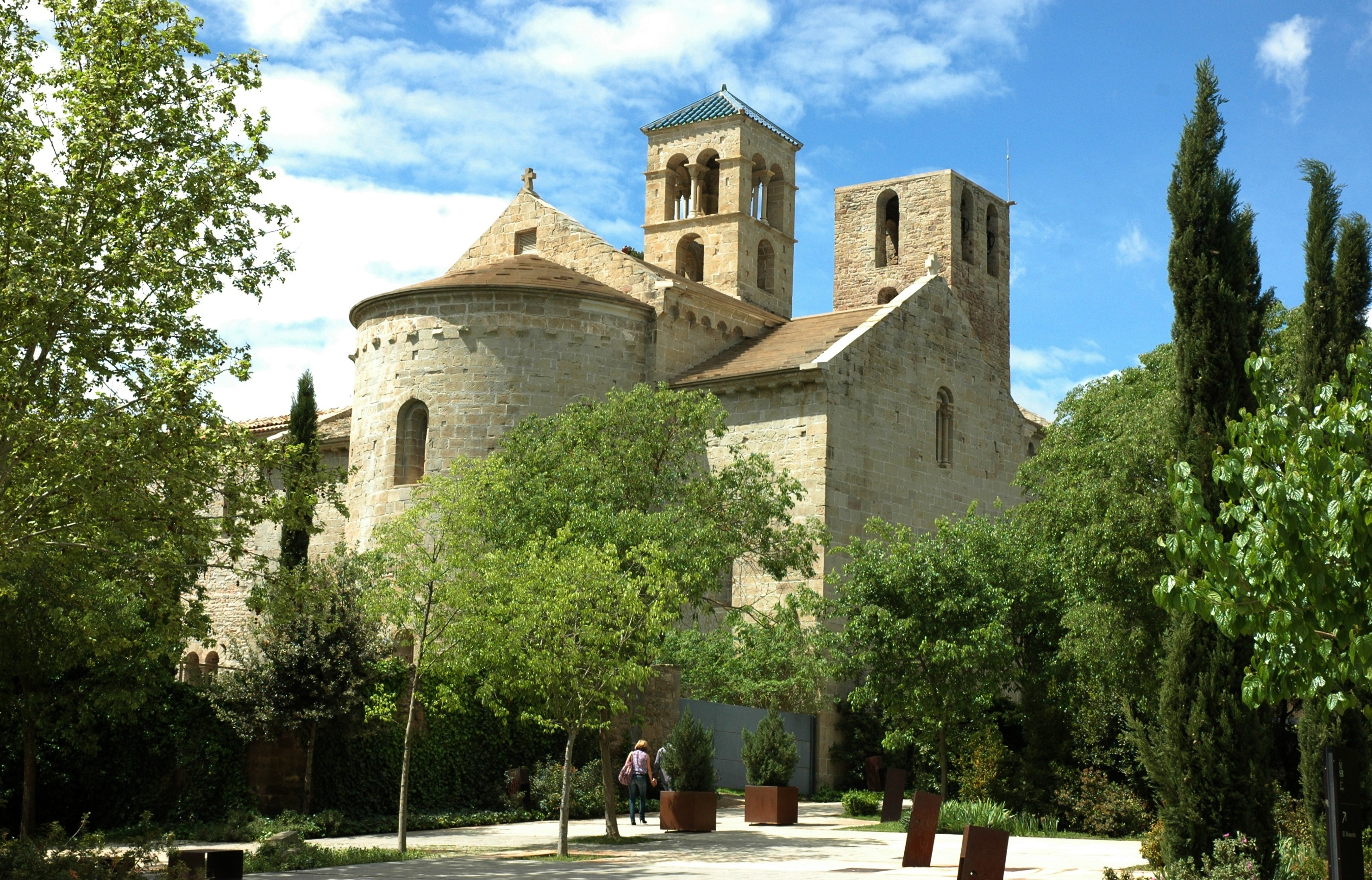
Monestir de Sant Benet de Bages d'on fou arxiver Benet Ribas i Calaf

Durant la invasió napoleònica, Benet Ribas es refugià a Igualada. Després es traslladà a Sant Benet de Bages d'on fou arxiver. Morí en aquest monestir el 12 d'octubre de 1812.

## Obra
- RIBAS i CALAF, Benet. Història de Montserrat (888-1258). Barcelona: Publicacions de la Abadia de Montserrat., 1990. Edició, introducció i notes de Francesc Xavier Altés Aguiló amb la col·laboració de Josep Galobart Soler.
- RIBAS i CALAF, Benet. Annals de Montserrat: (1258-1485). Barcelona: Curial i Publicacions de l' Abadia de Montserrat, 1997. Edició, introducció i notes de Francesc Xavier Altés Aguiló amb la col·laboració de Josep Galobart Soler